# Récursivité (linguistique)
En linguistique, la récursivité ou enchâssement est une propriété d'une règle de construction syntaxique pouvant se répéter un nombre indéfini de fois à partir du résultat qu'elle produit. En morphologie et en lexicologie, elle s'observe dans la formation même des mots dans des procédés tels que la dérivation lexicale.

## Étymologie
Le terme récursivité (prononciation : /ʁe.kyʁ.si.vi.te/) est un dérivé de l'adjectif récursif qui provient du l'adjectif anglais recursive lui-même basé sur le verbe latin recurrere qui signifie «revenir en arrière».

## Syntaxe récursive
En syntaxe, la récursivité s'articule principalement au niveau du syntagme prépositionnel par coordination, subordination relative et détermination nominale. Selon le linguiste Noam Chomsky, le caractère récursif du langage naturel entraîne que le nombre et la longueur de phrases grammaticales sont illimités.
Exemple de propositions enchâssées : Alice pense que Bob pense que Charlie pense que David pense que ...

### Récursivité et acceptabilité
Contrairement à son application en logique mathématique, la récursivité en linguistique est, dans le langage courant, souvent restreinte par le principe d'économie. Cette restriction est nécessaire puisque les structures qu'engendrent la récursivité deviennent très complexes en s'accumulant.